# 小宮山典寛
小宮山 典寛（こみやま のりひろ、1948年1月25日 - ）は、日本の獣医師、日本動物病院福祉協会（JAHA）認定／獣医内科認定医である。有限会社日本ベェツグループ代表取締役。

## 概要
日本大学農獣医学部卒業。
趣味は奇術。

## 略歴
東京の東十条生まれ(1948年）。東京学芸大学附属追分小学校（現在の東京学芸大学附属小金井小学校）、北区立稲付中学校、日本大学豊山高等学校卒業。
1968年に日本大学農獣医学部獣医学科（現在の日本大学生物資源科学部獣医学科）に入学。卒業時の1972年に獣医師国家試験合格後、獣医学研究科修士課程に進み1974年に修了。東京都武蔵野市にて三鷹獣医科グループを開設。1993年には新座獣医科グループを開設。

### 少年時代
歯科医師の次男として生まれた。

### 学生時代
中学時代、クラブ活動は山岳部・剣道部・柔道部に所属した。
高校在学中の趣味は奇術とプロレス観戦で、その後日本奇術連盟に加入。
大学は日本大学農獣医学部獣医学科に入学。

### 開業
1977年の11月に24時間緊急診療の動物病院を立ち上げた。